# Sargodha (distrikt)

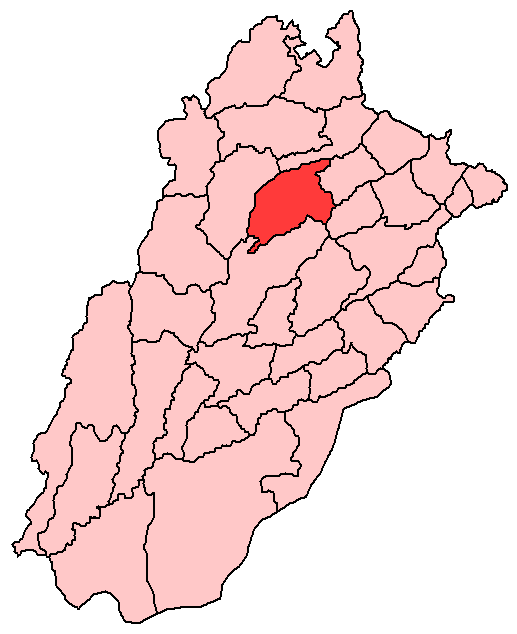
Karta över provinsen Punjab med distriktet Sargodha markerat

Sargodha är ett distrikt i den pakistanska provinsen Punjab. Administrativ huvudort är Sargodha.
Distriktet ligger på ett vidsträckt slättland, och begränsas i norr av distriktet Jhelum, i öst av floden Chenab, i söder av distriktet Jhang samt i väster av distriktet Khushab. Dess yta är 5 854 kvadratkilometer. Det starkt utpräglade fastlandsklimatet ger sommartemperaturer på upp till 50 °C, medan temperaturen på vintern kan nå ner till under 0 °C.
Folkmängden uppgår till cirka 2,7 miljoner. De viktigaste städerna är Bhera, Miani och Phularwan. Jordbrukets viktigaste grödor är sockerrör, vete och ris.

## Administrativ indelning
Distriktet är indelat i sex Tehsil.
- Bhalwal Tehsil
- Sahiwal Tehsil
- Sargodha Tehsil
- Shahpur Tehsil
- Sillanwali Tehsil
- Kot Momin Tehsil